# Providas Romanorum
Providas romanorum  è una bolla antimassonica di Papa Benedetto XIV pubblicata il 18 marzo 1751. Essa, confermando la In eminenti apostolatus di Clemente XII, condanna nuovamente la Massoneria per il suo naturalismo, la richiesta di giuramenti, la segretezza, l'indifferentismo religioso e la possibile minaccia alla Chiesa e allo Stato; così vieta ad ogni cattolico di far parte di essa o di frequentarne i membri. Ai trasgressori di queste disposizioni è annunciata la scomunica ipso facto.
I motivi che portano il Papa a queste disposizioni sono:
- « in tali Società e Conventicole possano unirsi vicendevolmente uomini di qualsiasi religione e setta; è chiaro quale danno si possa recare alla purezza della Religione Cattolica »;
- « la stretta e impenetrabile promessa di segreto, in forza del quale si nasconde ciò che si fa in queste adunanze »;
- « il giuramento con il quale s'impegnano ad osservare inviolabilmente detto segreto, quasi che sia lecito a qualcuno, interrogato da legittimo potere, con la scusa di qualche promessa o giuramento di sottrarsi all'obbligo di confessare tutto ciò che si ricerca, per conoscere se in tali Conventicole si faccia qualche cosa contraria alla stabilità e alle leggi della Religione e della Repubblica »;
- « queste Società si oppongono alle Sanzioni Civili non meno che alle Canoniche, tenuto conto, appunto, che ai sensi del Diritto Civile si vietano tutti i Collegi e le adunanze formati senza la pubblica autorità »;
- « in molti Paesi le citate Società e Aggregazioni sono già state proscritte e bandite con leggi dei Principi Secolari »;
- « l'ultimo motivo è che presso gli uomini prudenti ed onesti si biasimavano le predette Società e Aggregazioni: a loro giudizio chiunque si iscriveva ad esse incorreva nella taccia di pravità e perversione ».

Il Papa invita l'Episcopato a far uso del braccio secolare (cioè del potere civile) per estirpare questo male dalla società.
Nella bolla descrive le logge come società segrete, le cui riunioni sono destinate a diffondersi in tutte le direzioni e a violare le leggi esistenti. Confermando la scomunica, enfatizzò ancora una volta le minacce del suo predecessore; invitò tutti i cristiani cattolici ad astenersi da qualsiasi contatto con queste sette. La scomunica avverrà senza ulteriori spiegazioni e sarà valida fino alla morte.
Ordina ai vescovi, ai sacerdoti anziani e a tutto il clero di punire con l'Inquisizione qualsiasi malvagità eretica in qualsiasi luogo. Gli eretici dovevano essere arrestati e i loro beni confiscati.